# Ángel Adolfo Polachini Rodríguez
Ángel Adolfo Polachini Rodríguez (* 27. Januar 1919 in Altagracia de Orituco; † 10. Januar 2004) war Bischof von Guanare.

## Leben
Angel Adolfo Polachini Rodriguez empfing am 11. Juli 1943 die Priesterweihe.
Paul VI. ernannte ihn am 30. November 1966 zum Prälaten von San Fernando de Apure und Titularbischof von Rusticiana. Der 
Apostolische Nuntius in Spanien, Luigi Dadaglio, weihte ihn am 30. April des nächsten Jahres zum Bischof; Mitkonsekratoren waren Miguel Antonio Salas Salas CIM, Bischof von Calabozo, und Segundo García Fernández SDB, Apostolischer Vikar von Puerto Ayacucho. 
Der Papst ernannte ihn am 25. März 1971 zum Bischof von Guanare. Am 16. April 1994 nahm Johannes Paul II. seinen altersbedingten Rücktritt an.